# 초발심자경문
《초발심자경문》(初發心自警文)은 불교 입문서로 세 가지 글로 이루어진 책이다. 지눌의 ＜계초심학인문＞은 불교에 입문한 초심 학인이 알아야 할 범절과 수행에 관한 내용이고, 원효의＜발심수행장＞은 수행의 중요성과 수행의 방법 등에 관한 내용이며, 야운의 ＜야운자경서＞는 수행하는 출가 대중이 알고 지켜야 할 법규에 대해 쓴 것이다.

## 소개
조선 태조 6년(1397년)에 흥천사 상총선사가 태조의 뜻에 따라서 ≪초발심자경문≫을 배우는 것을 모든 사찰의 청규법(淸規法)으로 정하여 시행한 이래로 오늘날까지 무려 600년 넘게 승려 교육의 기본 교과서로 이용되어 왔다.
먼저 ＜계초심학인문＞에는 불교에 입문한 초심 학인이 알아야 할 예의 범절과 수행에 관한 내용이 실려 있는데, 크게 계초심학입문(誡初心學入文)이 있습니다.   그리고 ＜발심수행장＞에는 수행의 중요성과 방법 등이 기술되어 있으며, 사욕고행(捨欲苦行)과 사문출가(沙門出家)와 일생근수(一生勤修)의 내용으로 요약된다. 그리고 <자경문>에는 수행하는 출가 대중이 알고 지켜야 할 법규가 기술되어 있습니다.

## 유사 문헌
＜대승육정참회＞는 원효의 화엄사상이나 정토사상이 종합적으로 서술된 4언 270구의 게송으로 초발심 수행자들도 반드시 알아야 할 대승적 차원의 참회문을 담고 있다.
＜화엄일승법계도＞는 의상이 670년에 저술한 작품으로 대승불교의 최고 경지를 게송으로 노래하고 있다. 그렇지만 처음 발심한 때가 바로 정각을 이루는 때라는 ‘초발심시변정각(初發心時便正覺)’이라는 구절을 제시하고 있어 역시 초발심 수행자에게 필요한 주요 자료가 된다고 할 수 있다. 반드시 보살도를 닦은 후에 부처님이 되는 것이 아니라 처음 보살도를 행하고자 하는 그 자리가 바로 바른 깨달음을 이루는 자리가 된다는 구절이 모든 수행자에게 적지 않은 의미를 준다.

## 관련 자료
- 원효
- 의상
- 설총
- 지눌
- 열반종요
- 대승기신론소
- 금강삼매경론